# Dolina, Botoșani
Dolina este un sat în comuna Leorda din județul Botoșani, Moldova, România.